# AgipGas
AgipGas è stato il marchio utilizzato dall'Eni per il commercio di GPL ad uso domestico, industriale, artigianale o agricolo.

## Storia
Le origini dell'AgipGas si collocano nel secondo dopoguerra, quando l'ENI, sotto la guida di Enrico Mattei, divenne uno dei protagonisti del miracolo economico italiano. Come per la benzina Supercortemaggiore, anche per questo prodotto verrà commercializzato puntando sulla sua provenienza italiana.
Il marchio storico dell'AgipGas risale al cartellone pubblicitario creato da Federico Seneca (1952) e rappresenta una creatura simile a un gatto con tre sole zampe e con una fiamma sulla coda, simile al Cane a sei zampe dell'Agip. Il marchio è stato sostituito da Eni Gas Gpl, poi Eni gas e luce, oggi Eni Plenitude.